# Ria van der Horst

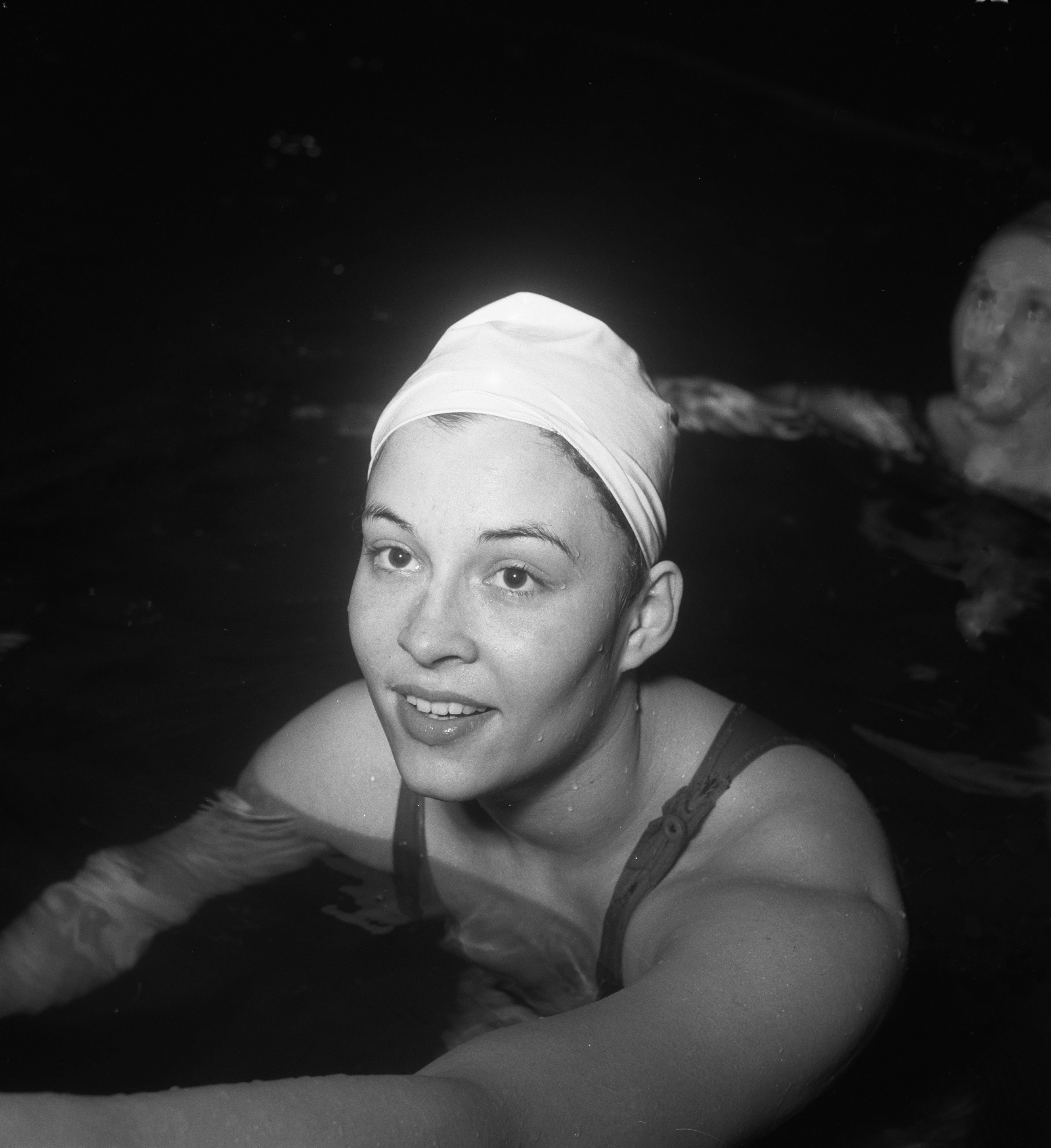
Ria van der Horst (1952)

Hendrika Anna Maria „Ria“ van der Horst (* 10. August 1932 in Rotterdam) ist eine ehemalige niederländische Schwimmerin. Sie war 1950 Europameisterin im 100-Meter-Rückenschwimmen.

## Karriere
Ria van der Horst trat kurz vor ihrem 16. Geburtstag bei den Olympischen Spielen 1948 in London über 100 Meter Rücken an. Nach einem Vorlaufsieg und einem dritten Platz in ihrem Halbfinale belegte sie im Finale den fünften Rang. Zwei Jahre später bei den Europameisterschaften 1950 in Wien siegte sie in 1:17,1 Minuten vor der Deutschen Gertrud Herrbruck. 1952 bei den Olympischen Spielen in Helsinki erreichte sie das Finale mit der fünftbesten Vorlaufzeit. Im Finale wurde sie wegen eines Fehlers bei der Wende disqualifiziert. Ria van der Horst war außerdem für die 4-mal-100-Meter-Freistilstaffel nominiert, kam beim Gewinn der Silbermedaille aber nicht zum Einsatz.
Ria van der Horst schwamm für den Rotterdamsche Dames-Zwemclub.